# Calzones rotos
Els calzones rotos (lit. ‘calces trencades’ o 'calces rompudes') són un dolç xilè, elaborats a partir d'una massa fregida de farina, llevat químic i ous, empolvorats amb sucre de llustre, i de preparació semblant a la d'una rosquilla. Aquestes darreries se serveixen generalment a l'hivern.

## Preparació
Aquesta mena de rosquilles es prepara tradicionalment amb farina de blat, ous, mantega (o, opcionalment, oli), sucre, llevat químic, una mica de sal, i ratlladures de pela de llimona, i fins i tot essència de vainilla. A més, en preparacions més elaborades s'hi afegeix un xic de pisco (o algun altre aiguardent) o de llet. En tots dos casos, s'empolvora sovint de sucre llustre o canyella.

## Etimologia
Tot i que l'origen no és clar, segons la tradició popular xilena, el nom ve de l'època colonial, en què a una dona que venia les dites pastes a la Plaça d'Armes de Santiago de Xile un dia el vent li va aixecar la falda, descobrint els seus “calçons romputs”. Així doncs, d'aquell dia ençà fou coneguda com "la senyora dels calçons romputs", i amb el pas del temps el nom es va expandir semànticament fins a servir per als dolços que comercialitzava.

## Venda
Els calzones rotos es poden trobar a fleques i locals ambulants a l'hivern. Aquesta menja acostuma a prendre's a l'hora del te (col·loquialment anomenada once a Xile) o a qualsevol hora durant el dia, sobretot si fredeja.